# Zdzisław Henryk Szulc

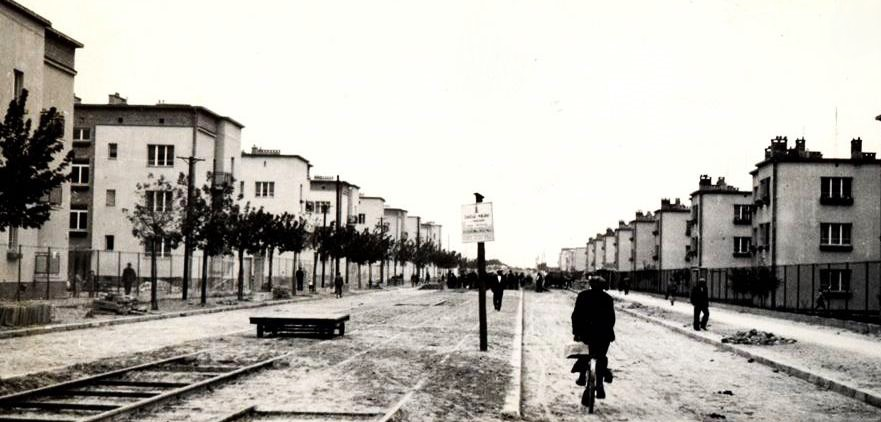
Osiedle TOR w Warszawie, ok. 1938

Zdzisław Henryk Szulc (ur. 7 stycznia 1904 w Warszawie, zm. w kwietniu lub maju 1940 w Charkowie) – polski architekt, podporucznik saperów rezerwy Wojska Polskiego, ofiara zbrodni katyńskiej.

## Życiorys
Był synem Szczepana i Zofii z domu Trzcińskiej. Studiował na Wydziale Architektury Politechniki Warszawskiej (PW). Powołany do wojska, przerwał studia, aby przejść kurs w Szkole Podchorążych Saperów. W 1931 ukończył szkolenie i wrócił na studia. W 1933 na PW uzyskał dyplom inżyniera architekta, a w WP nominację na stopień podporucznika rezerwy ze starszeństwem z 1 stycznia tegoż roku. Otrzymał także przydział do 2. baonu saperów. Następnie podjął pracę w wyuczonym zawodzie.
Należał do Stowarzyszenie Architektów Rzeczypospolitej Polskiej (SARP). Był członkiem Oddziału Warszawskiego. W kadencji 1937–1938 pełnił funkcję sekretarza Zarządu Okręgowego SARP.
W 1939 został zmobilizowany. Brał udział w kampanii wrześniowej. Po agresji ZSRR na Polskę w nieznanych okolicznościach dostał się do niewoli sowieckiej i wywieziono go do obozu jenieckiego w Starobielsku. Wiosną 1940 został zamordowany przez funkcjonariuszy NKWD w Charkowie i pogrzebany w bezimiennej mogile zbiorowej w Piatichatkach, gdzie od 17 czerwca 2000 mieści się oficjalnie Cmentarz Ofiar Totalitaryzmu w Charkowie. Figuruje na Liście Starobielskiej NKWD pod poz. 3712.
5 października 2007 minister obrony narodowej Aleksander Szczygło mianował go pośmiertnie na stopień porucznika. Awans został ogłoszony 10 listopada 2007 w Warszawie, w trakcie uroczystości „Katyń Pamiętamy – Uczcijmy Pamięć Bohaterów”.

## Dokonania
- Osiedle TOR (Towarzystwo Osiedli Robotniczych) w Warszawie na Kole (1935–1937) – współautorzy: Roman Piotrowski (projektant generalny), Aleksander Brzozowski i Kazimierz Lichtenstein[6]

### Konkursy
- Projekty wzorów kiosków, kabin, gablotek itp. dla handlu ulicznego w Warszawie (1928) (I nagroda za projekt kiosku stacjonarnego)
- Projekt szkicowy gmachu dla dowództwa Marynarki Wojennej w Warszawie (1933) – współautorzy: Stanisław Fiszer, Mieczysław Krąkowski, Bohdan Nowak i Bruno Zborowski (IV nagroda równorzędna}
- Projekt planu zabudowy bloku w Warszawie zamkniętego ulicami Suchą, Koszykową, Topolową i 6 Sierpnia (1934) – współautorzy: Stanisław Fiszer i Józef Łowiński (zakupiony)

## Uwaga
1. ↑  Wg portalu IPN „Katyń 1940” podporucznik rezerwy Zdzisław Henryk Szulc był uwięziony w obozie jenieckim w Kozielsku, a zamordowany został w Katyniu[3].